# Liste progressive
Une liste progressive est une technique destinée à assurer que les membres des groupes marginalisés obtiennent plus de chance de s'exprimer. Il s'agit parfois d'un prérequis à une prise de décision par consensus dans laquelle une majorité simple a moins de pouvoirs. Il s'agit d'une mise en pratique d'une discrimination positive sur le principe de l'intersectionnalité.

## Présentation
Le but de la liste progressive est de contrer le fait que les personnes membres de la culture dominante sont généralement encourager à s'exprimer tandis que les minorités ou les autres groupes non-dominants sont réduits au silence ou ignorés. En pratique, la culture majoritaire est interprétée par les praticiens comme désignant les « Blancs », les hommes et les jeunes adultes, tandis que les groupes non-dominants sont les femmes, les membres de la communauté LGBT, les personnes qui ne sont pas considérés comme « blanche », les très jeunes et les personnes âgées,.
Le Occupy movement comprend une liste progressive incluant les personnes commentant les propositions où posant les questions lors des réunions publiques. Tout le monde peut demander à être ajoutée à la liste. Dans les réunions n'utilisant pas la liste progressive, les personnes parlent dans l'ordre dans lequel elles ont été inscrites dans la liste. Dans les rencontres se faisant dans le cadre de la liste progressive, les personnes des groupes non-dominants sont parfois autorisés à parler avant les personnes des groupes dominants, par des facilitateurs qui demande aux personnes de s'exprimer en premier où de retarder leur intervention sur des bases raciales, d'âge, de genre, etc..

## Critiques
Les listes progressives étant une discrimination positive, elle en a les mêmes défauts.
Le concept de liste progressive est controversé même au sein du mouvement Occupy, et est critiqué comme étant une égalité forcée, raciste, sexiste et injuste. Ce principe a été adopté par le mouvement Occupy Wall Street, mais par les autres mouvements "Occupy",.

## Sources
- (en) Cet article est partiellement ou en totalité issu de l’article de Wikipédia en anglais intitulé « Progressive stack » (voir la liste des auteurs).